# Triphysa tscherskii
Triphysa tscherskii är en fjärilsart som beskrevs av Grum-grshimailo 1899. Triphysa tscherskii ingår i släktet Triphysa och familjen praktfjärilar. Inga underarter finns listade i Catalogue of Life.